# Polemon notatus
Polemon notatus är en ormart som beskrevs av Peters 1882. Polemon notatus ingår i släktet Polemon och familjen Atractaspididae.
Denna orm förekommer i västra Afrika från Kamerun och södra Centralafrikanska republiken till västra Kongo-Kinshasa och norra Angola. Arten lever i låglandet och i bergstrakter upp till 1300 meter över havet. Individerna lever i fuktiga savanner och skogar. Polemon notatus gräver i lövskiktet och i det översta jordlagret. Den har ett giftigt bett. Honor lägger ägg.
För beståndet är inga hot kända. Hela populationen anses vara stabil. IUCN listar arten som livskraftig (LC).

## Underarter
Arten delas in i följande underarter:
- P. n. notatus
- P. n. aemulans